# Трипко Вукаловић
Трипко Вукаловић (често и Трифко Вукаловић; Богојевић Село, 1835 — Никшић, 1. април 1898) био је српски устанички вођа током Невесињске пушке и војвода од Зубаца.

## Живот
Трипков отац Војвода Лако је отрован и сахрањен у Богојевић Селу. Лако је имао три сина, Луку, Јола и Трипка. Трипков син Јован је имао три сина, Димитрија (Митра), Милоша и Трипка. Био је најмлађи брат војводе Луке Вукаловића.
Трипко Вукаловић је постављен за Војводу од Зубаца 1875. године. Један је од вођа Невесињске пушке и учесник битке на Вучјем Долу. Како наводи Милена Прајндлсбергер-Мразовић, ауторка путописа кроз Босну и Херцеговину (Bosnisches Skizzenbuch), три дана су трајале борбе између пратиоца каравана, који је био под нападом више од 3.000 устаника, међу којима су се истицали борци са планине Црне горе. Ту је, између осталог, било и бораца из Зубаца и Шуме под Трипком, сином Лака Вукаловића.
У октобру 1881. године је пребјегао у Црну Гору.
Приликом народног покрета који је избио у Далмацији 1. новембра 1881., забележено је, на основу гласина, да је почетком фебруара 1882. године број побуњеника у јужној Далмацији износио 1.200, од чега је на Вратлу 350—400 било под командом Трипка Вукаловића и Нике Одаловића.
Након што је 1881. пребјегао у Никшић, убрзо га је 1. априла 1898. задесила смрт. Краљ Никола му је подигао гробницу у Никшићу. Сахрањен је као Трипко Вукаловић.
Поводом његове смрти Босанска вила је писала следеће:
| „ | За живота се одликовао својим јунаштвом, те је био дика и понос све Црне Горе, а десна рука господарева. Спровод му је био величанствен. Бог да га прости и помилује! | ” |